# ТЕЦ Маніфа
27°35′4″ пн. ш. 48°58′3″ сх. д. / 27.58444° пн. ш. 48.96750° сх. д.
ТЕЦ Маніфа — теплова електростанція у Саудівській Аравії, яка обслуговує один з виробничих об’єктів компанії Saudi Aramco. 
У другій половині 2000-х років Saudi Aramco вирішила знову ввести в дію супергігантське нафтове родовище Маніфа, яке зупинили в 1984-му через недостатній попит. В межах масштабного проекту центральну установку підготовки доповнили теплоелектроцентраллю, яка стала до ладу в 2013 році.  
ТЕЦ Маніфа має дві газові турбіни потужністю по 154 МВт, відпрацьовані якими гази живлять два котла-утилізатора. Частина виробленої останніми пари використовується двома паровими турбінами потужністю 70 МВт та 40 МВт.
Як паливо ТЕЦ споживає природний газ (можливо відзначити, що до Маніфи прокладено відгалуження від газопроводу Хурсанія – Рас-аль-Хейр).
Надлишкова електроенергія може видаватись у загальну мережу по ЛЕП, що працюють під напругою 115 кВ.